# Purity Ring
Purity Ring est un groupe de synthpop canadien, originaire de Edmonton, en Alberta. Le groupe est formé de Megan James à la voix et de Corin Roddick aux instruments,,.

## Biographie

### Formation etShrines(2010-2013)
Le groupe est à l'origine composé de Born Gold, anciennement sous le nom de Gobble Gobble. En tournée avec Born Gold, Roddick expérimente la musique électronique. James chante sur le morceau Ungirthed, formant ainsi Purity Ring. Il sort en janvier 2011.
Le 3 avril 2012, Ring est annoncé au label 4AD pour l'international et Last Gang Records pour le Canada. Plus tard le même mois sort le single officiel Obedear avec l'annonce d'un premier album, Shrines, sorti le 24 juillet 2012. L'album est classé 32e du Billboard 200, avec 90 000 exemplaires vendus aux US en février 2015,. Il se classe 24e de la liste 50 meilleurs albums de 2012 établie par Pitchfork et est en lisse pour remporter le Prix de musique Polaris en 2013,,. Plus tard dans l'année, ils sortent une collaboration intitulée Belispeak II avec le rappeur Danny Brown.
En février 2013, le groupe sort une reprise de Grammy de Soulja Boy pour célébrer l'ouverture de leur site web.

### Another Eternityet nouvel album (depuis 2014)
En février 2014, le duo annonce un deuxième album. Le groupe s'associe de nouveau avec Danny Brown sur son troisième album Old,. Le 3 décembre 2014, ils sortent le premier single de l'album, Push Pull. Le 26 février, Another Eternity est publié sur le First Listen de NPR Music. L'album est publié en mars 2015. Il atteint la 25e place du Canadian Albums Chart.
Le 24 juillet 2017, pour le 5e anniversaire de leur premier album Shrines, ils sortent un single intitulé Asido.

## Discographie

### Albums studio
| Titre            | Détails                                                                                                   | Meilleure position | Meilleure position |
| Titre            | Détails                                                                                                   | US                 | UK                 |
| ---------------- | --- | ------------------ | ------------------ |
| Shrines          | - Date de sortie : 24 juillet 2012 - Label: 4AD, Last Gang Records - Formats : Téléchargement digital, CD | 32                 | 100                |
| Another Eternity | - Date de sortie : 3 mars 2015 - Label : 4AD - Formats: Téléchargement digital, CD, vinyle                | 26                 | 61                 |

### Singles
| Année | Titre                            | Meilleure position | Album             |
| ----- | -------------------------------- | ------------------ | ----------------- |
| Année | Titre                            | UK                 | Album             |
| 2011  | Ungirthed                        | -                  | Shrines           |
| 2011  | Belispeak                        | -                  | Shrines           |
| 2012  | Obedear                          | -                  | Shrines           |
| 2012  | Fineshrine                       | 163                | Shrines           |
| 2012  | Lofticries                       | -                  | Shrines           |
| 2012  | Belispeak II (feat. Danny Brown) | -                  | Single sans album |
| 2013  | Grammy                           | -                  | Single sans album |
| 2014  | Push Pull                        | -                  | Another Eternity  |
| 2015  | Begin Again                      | -                  | Another Eternity  |

### Singles promotionnels
- Ungirthed (2011)
- Belispeak (2011)
- Lofticries (2012)
- Belispeak II (feat. Danny Brown) (2012)
- Grammy (2013)
- Amenamy (Jon Hopkins Remix) (2013)

### Chansons en featuring
| Année | Titre            | Artiste     | Album    |
| ----- | ---------------- | ----------- | -------- |
| 2013  | Breathe This Air | Jon Hopkins | Immunity |
| 2013  | 25 Bucks         | Danny Brown | Old      |

### Remixes
| Année | Titre            | Artiste(s) remixé(s) |
| ----- | ---------------- | -------------------- |
| 2011  | Memories         | Hard Mix             |
| 2011  | Summon The Sound | S.C.U.M              |
| 2013  | Applause         | Lady Gaga            |
| 2013  | Grammy           | Soulja Boy           |
| 2016  | Rise             | Katy Perry           |
| 2020  | Knife Prty       | Deftones             |

## Clips
| Année | Titre            | Réalisateur(s) |
| ----- | ---------------- | -------------- |
| 2012  | Belispeak        | -              |
| 2012  | Fineshrine       | -              |
| 2012  | Lofticries       | -              |
| 2013  | Breathe This Air | -              |
| 2014  | 25 Bucks         | -              |